# Église Saint-Jean-Baptiste de La Porta
Pour les articles homonymes, voir Église Saint-Jean-Baptiste.
L'église Saint-Jean-Baptiste est une église catholique située à La Porta, en France.

## Localisation
L'église est située dans le département français de la Haute-Corse, sur la commune de La Porta.

## Histoire
L'église et son campanile, de style baroque, ont été construits au XVIIIe siècle (1700 - 1725) - maîtres d'œuvre Baina Domenico et Francescone, et classés Monuments historiques depuis 1975. Éléments protégés : le campanile, le décor intérieur et le décor extérieur.

## Mobilier
L'édifice recèle un nombre important d'objets et œuvres tous propriété de la commune et classés aux Monuments historiques :
- En menuiserie : la tribune et le buffet d'orgue du XIXe siècle, classés en 1992 ;
- En orfèvrerie : un calice de 1777, des burettes, le plateau à burettes des XVIIIe et XIXe siècles, huit vases d'autel, classés en 1992 ;
- Des peintures : tableau "L'Annonciation" et son cadre, donné par l'empereur Napoléon III en 1855, tableau "Vierge à l'Enfant avec saint Joseph et saint Maurice" du XVIIIe siècle, classé en 1992 ;
- Des sculptures : une statue du Christ en Croix en bois polychrome du XVIIe siècle, classée en 1960, et un crucifix du Christ en Croix en bois polychrome du XVIe siècle, classé en 1970 ;
- Sculpture et peinture : 
  - Les retable et tableau La Décollation de saint Jean-Baptiste en stuc et peinture à l'huile sur toile, protégés et classés en 1989 ;
  - les retable et tableau Saint Joseph et l'Enfant Jésus en stuc et toile, daté et signé du peintre Joseph Giordani (J. Giordani 1884), protégés et classés en 1992[2] ;
  - les retable et tableau Saint François-Xavier en stuc et toile, daté du 1er quart XIXe siècle, protégés et classés en 1992 ;
  - les retable et tableau La Sainte Famille avec saint Antoine et saint Michel" de la fin XVIIIe siècle, en stuc et toile, protégés et classés en 1992 ;
- Tissu et broderie : une chape en soie brodée de fil métal doré du XVIIe siècle, protégée et classée en 1970.

## Galerie

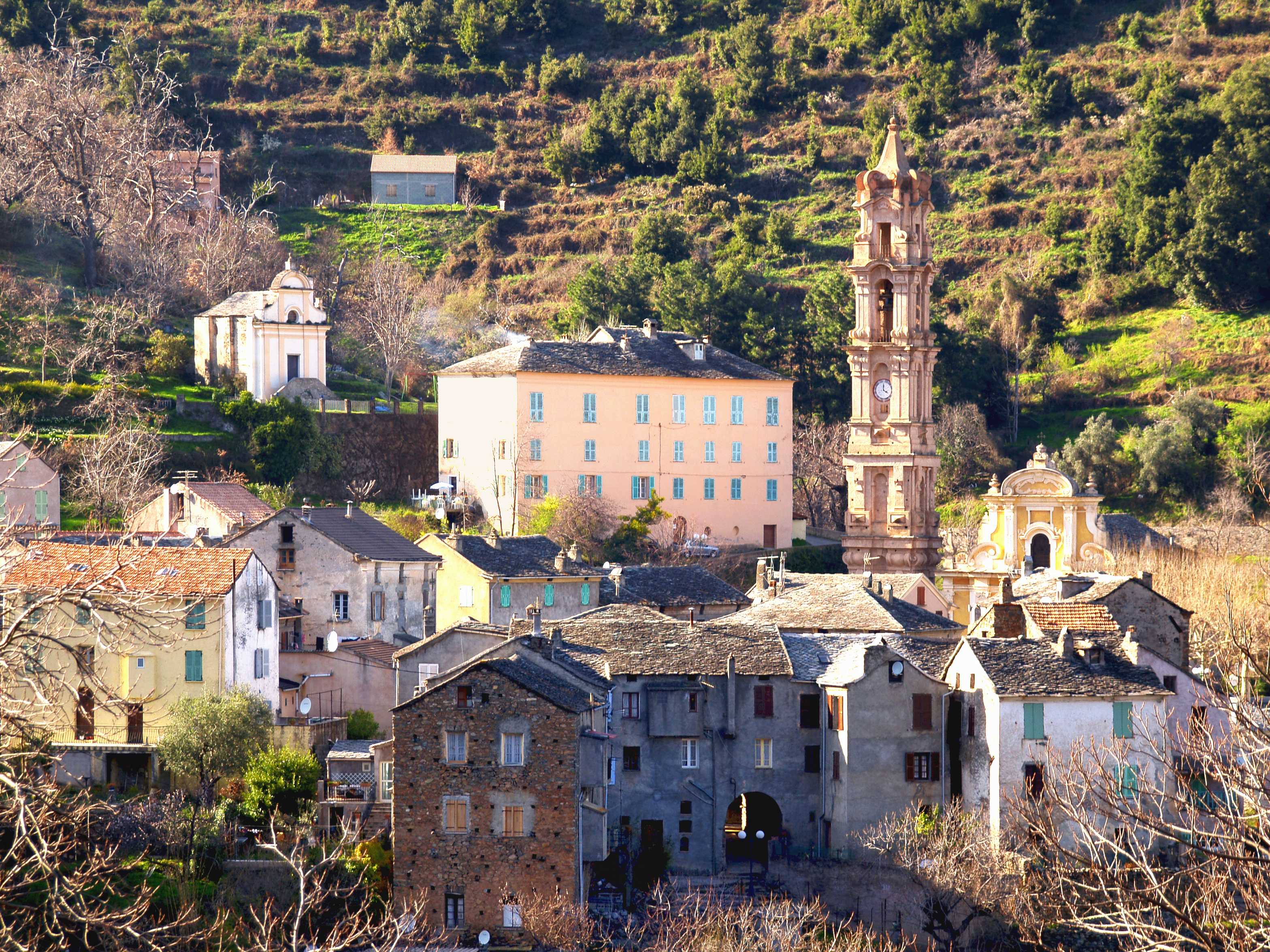
Vue de l'église depuis la route de Ficaja.
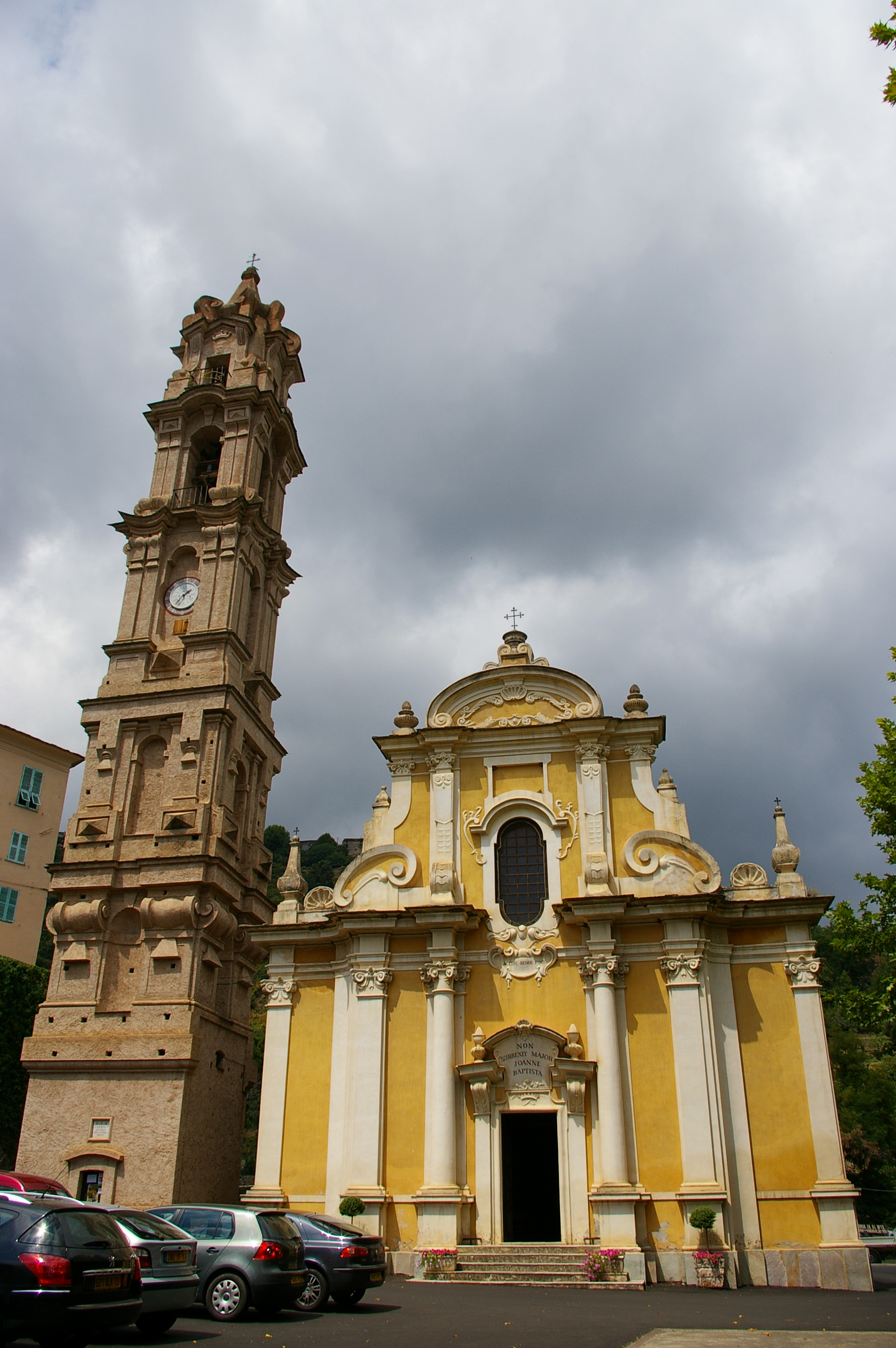
L'église Saint-Jean-Baptiste et son campanile.
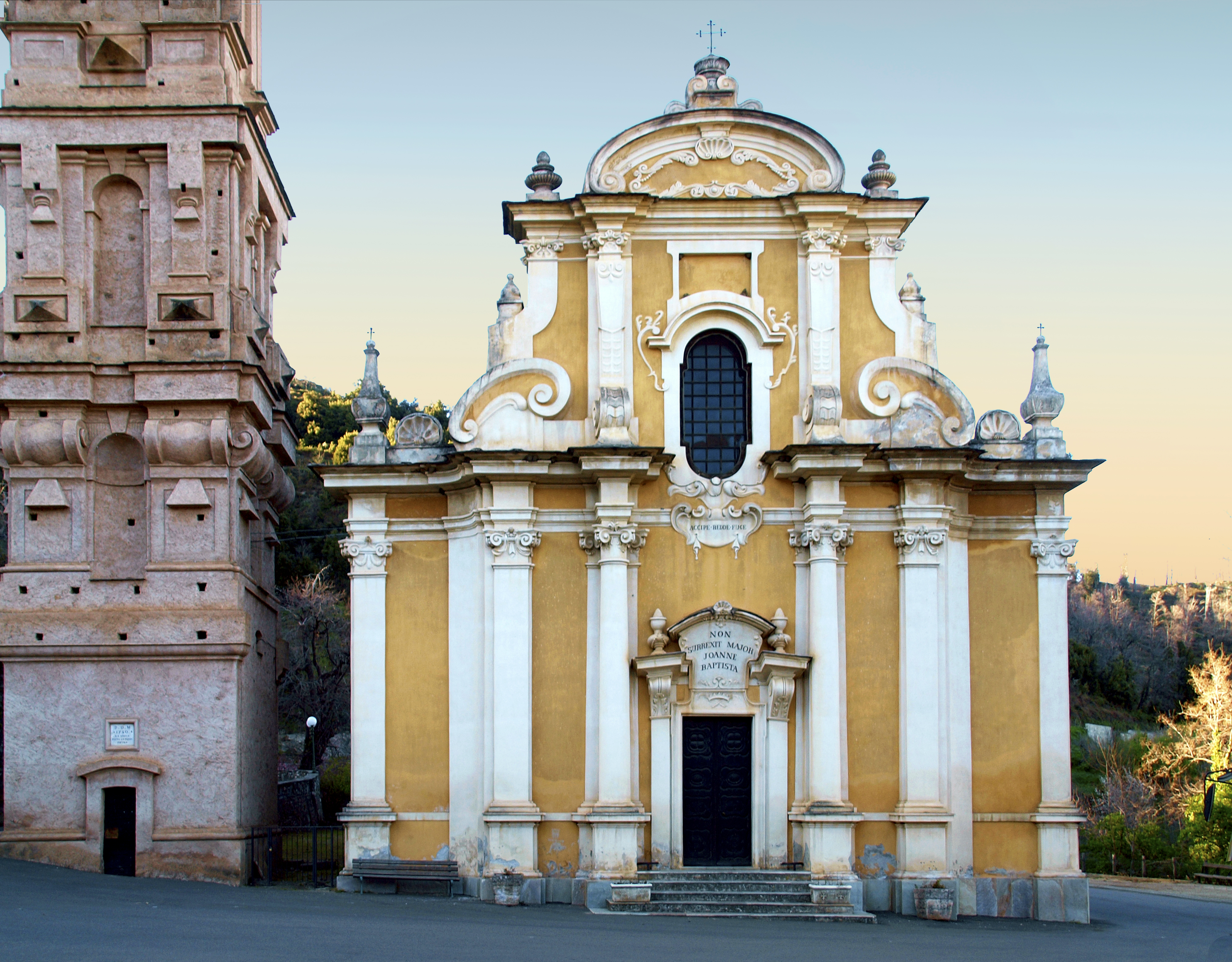
Façade occidentale de l'église.
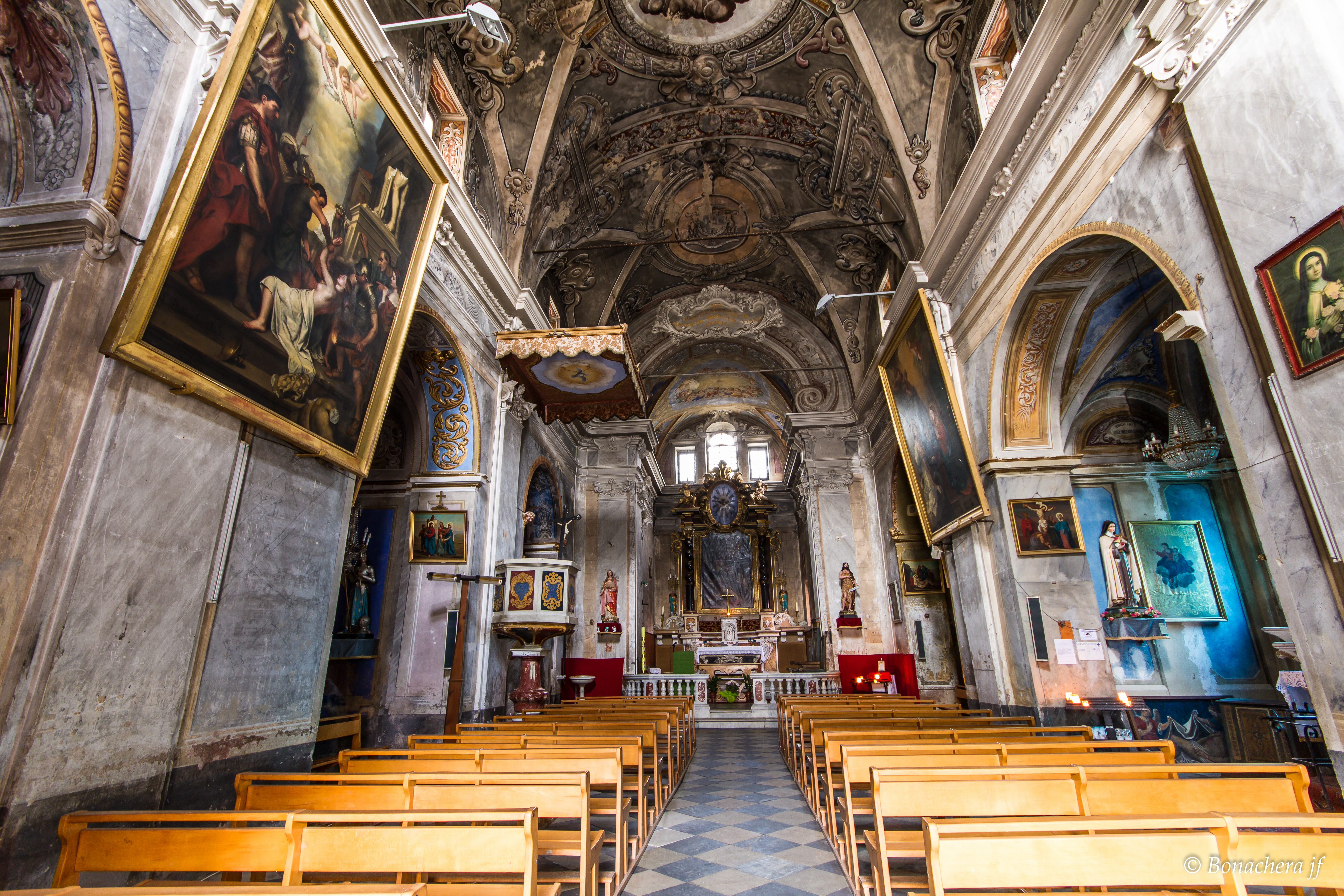
Intérieur de l'église.
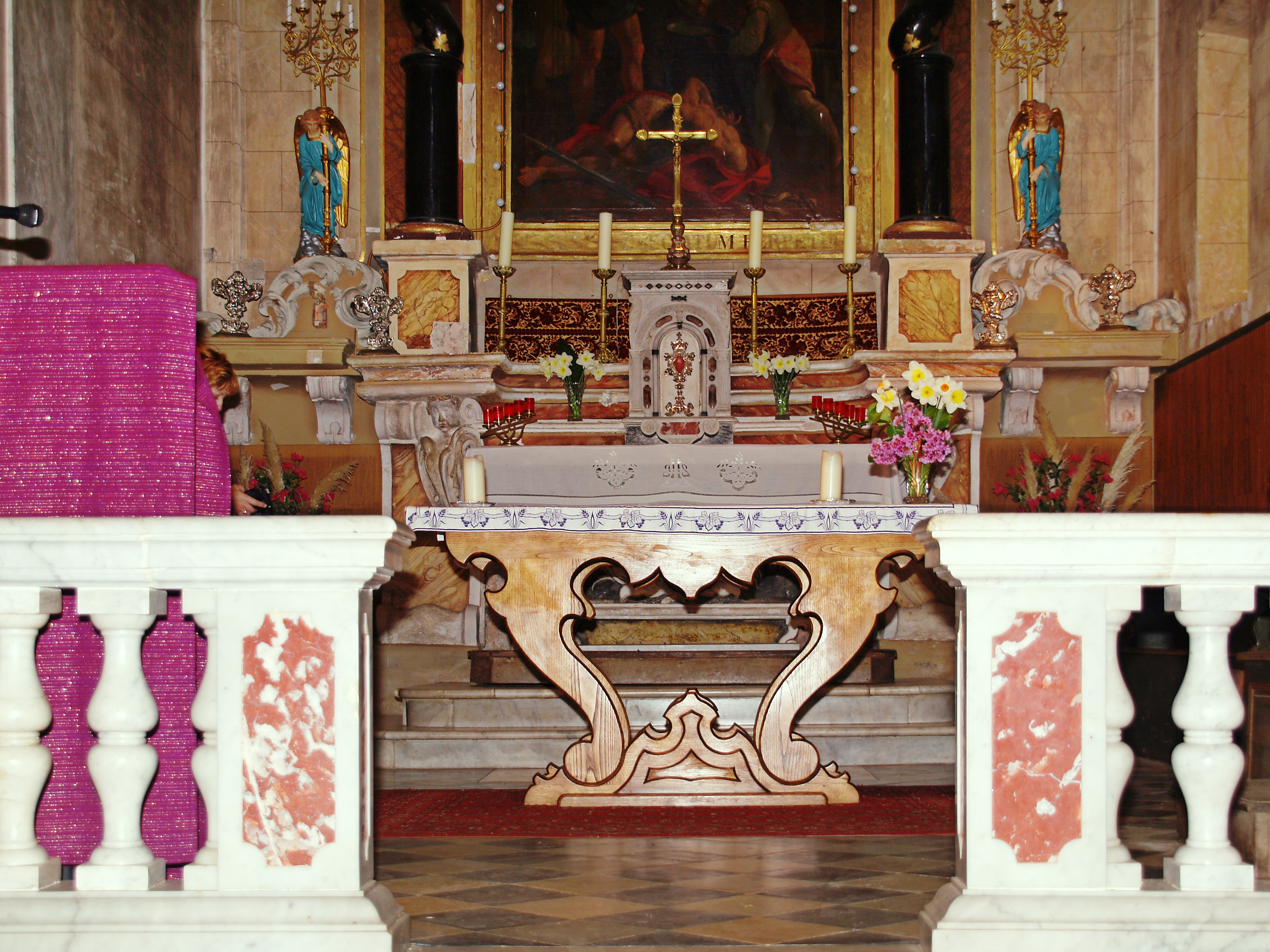
Le maître-autel.
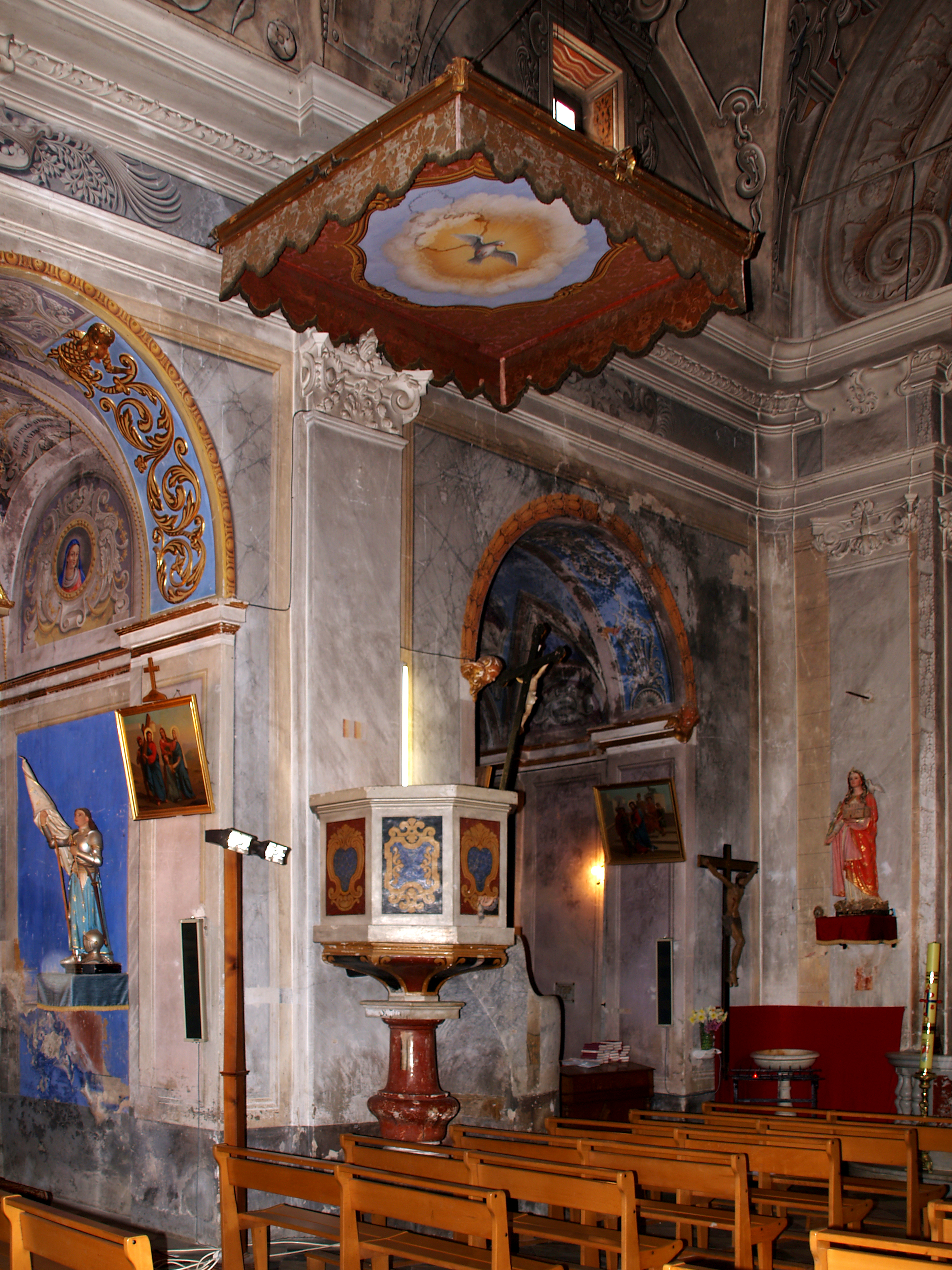
La chaire.
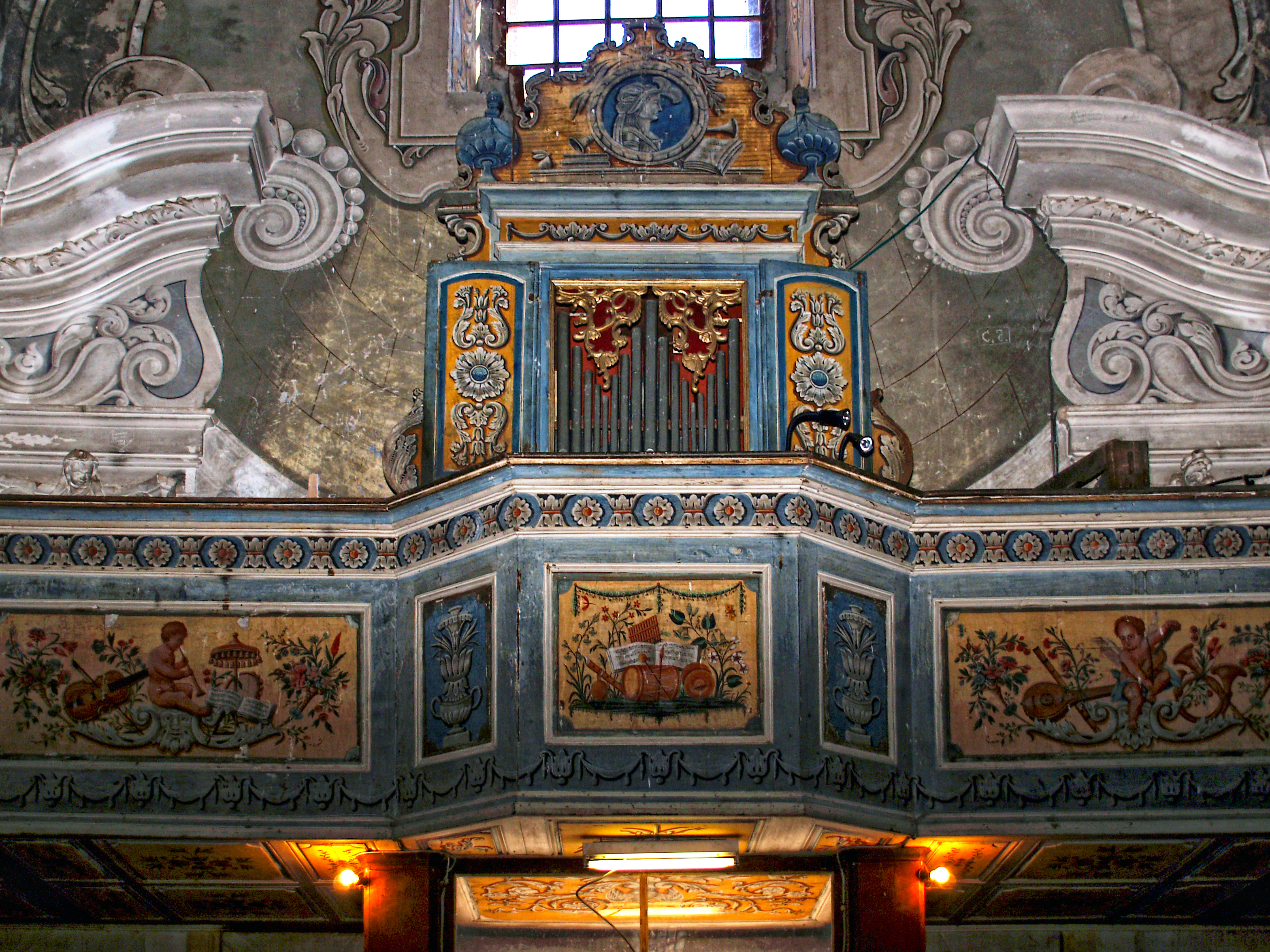
L'orgue et son buffet.
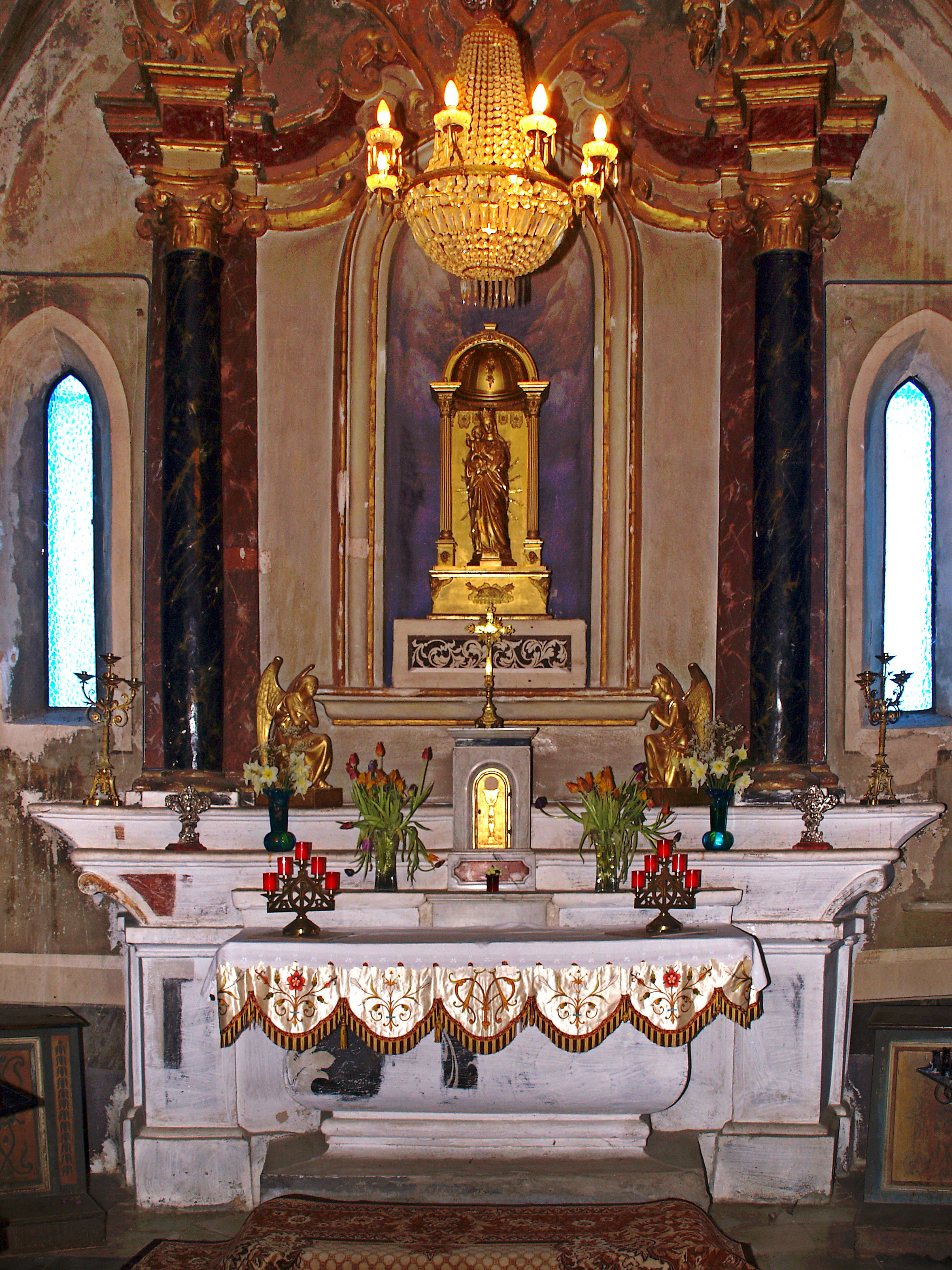
Une des chapelles.
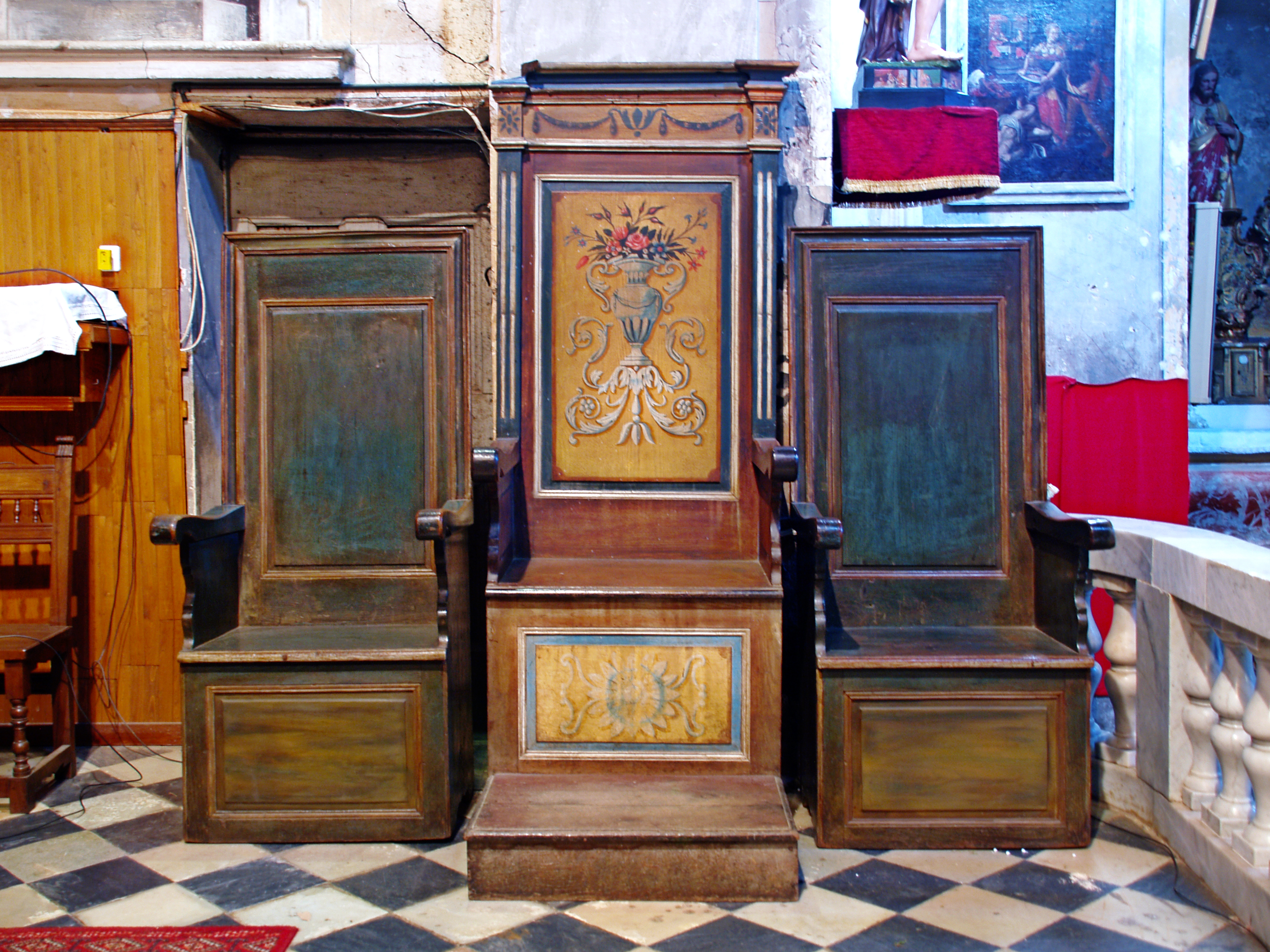
Les stalles.